# Roodvoorhoofdkakariki
De roodvoorhoofdkakariki (Cyanoramphus novaezelandiae) is een vogel uit de familie Psittaculidae (papegaaien van de Oude Wereld). Het is een endemische vogelsoort in Nieuw-Zeeland.

## Kenmerken
De vogel is 27 cm lang en weegt tussen de 50 en 113 g. De vogel is overwegend groen en iets meer geelachtig groen op de borst en buik. Kenmerkend is een smalle roodgekleurde band tot halverwege de kruin en een bijna even brede rode band van de snavel tot achter het oog. De uiteinden van de slagpennen zijn donkerblauw.

## Verspreiding en leefgebied
Deze soort is endemisch in Nieuw-Zeeland en telt drie ondersoorten:
- C. n. cyanurus: Kermadeceilanden.
- C. n. novaezelandiae: Vroeger wijd verspreid over een groot deel van Nieuw-Zeeland, nu alleen nog op de zuidelijk gelegen eilanden Stewarteiland en Aucklandeilanden.
- C. n. chathamensis: de Chathameilanden.
- † C. n. erythrotis (Macquariekakariki): Macquarie-eiland (uitgestorven).

Het leefgebied bestaat uit bos, maar ook wel half open, agrarisch gebied. Om in te nestelen is de aanwezigheid van grote bomen noodzakelijk. BirdLife International beschouwt de Nieuw-Caledonische kakariki (C. saisseti) en de Norfolkkakariki (C. cookii) ook als ondersoorten van deze soort.

## Status
De roodvoorhoofdkakariki heeft een beperkt en geografisch versnipperd verspreidingsgebied en daardoor is de kans op uitsterven aanwezig. De grootte van de populatie werd in 2011 door BirdLife International geschat op 25 tot 53 duizend individuen en de populatie-aantallen nemen af. Het leefgebied wordt aangetast door ontbossing en door concurrentie met ingevoerde vogelsoorten zoals de treurmaina (Acridotheres tristis). Per eiland waarop zich een ondersoort bevindt kan de aard van de bedreigende factoren verschillen. Om deze redenen stond deze soort tussen 2014 en 2016 als gevoelig op de Rode Lijst van de IUCN. In 2017 werd het tempo van achteruitgang lager en niet meer als bedreigend voor de soort ingeschat. Daarom staat de soort nu als zodanig op de lijst.